# 周汉
周汉（1842年2月10日—1911年6月），字铁真，又名振兴，笔名孔徒，清朝官員和反基督教人士，生于大清湖南省宁乡县大屯营村廖家冲。

## 生平
祖父、父亲在清军中任职。父親擔任云骑尉。周汉15岁时考入玉潭书院攻读，16歲中秀才。1860年参加举人考试，中副榜。同年从军，擔任云骑尉。
1866年，周汉來到北京拜訪徐树铭。徐树铭將其介紹給左宗棠。此後周汉在刘松山、刘锦棠的军营中帮办军务。1872年，朝廷擢周汉以知府候补，赏戴花翎。
1876年3月，左宗棠發起收復新疆之戰，周汉随刘锦棠部队出征，並且作戰有功，擢升为候补道员，加二品衔。
1880年1月，清朝不滿意伊犁条约，再次任命左宗棠为钦差大臣前往新疆统筹军务。周汉亦再次随左宗棠出征新疆。不久周汉因祖母去世，赶回宁乡老家奔丧。
1882年，周汉與胞弟周浑再次前往新疆帮办军务。伊犁条约正式簽訂後，周汉由於不滿有領土割讓，加上周浑病死军中，周汉對清朝不滿，于是以护送胞弟灵柩回家为由离开新疆。
1884年，周汉回到湖南寓居长沙，並在刘锦棠组织的一个出版机构帮辦料理，在此期間翻刻重印的书籍有《御制人臣儆心录》、《圣谕像解》、《圣谕广训集解》、《救荒百策》、《赈捐育婴》等書籍。1885年，出版机构因为经费缺乏而停止，周汉回到宁乡。不久周漢開始仇視外國人、教堂和传教士，認定基督教、天主教是邪教，並大量散发宣传反基督教的书籍、诗歌、揭贴和漫画等材料，如《灭鬼歌》、《擎天柱》、《鬼叫该死》、《齐心拼命》、《天主邪教》、《棘手文章》、《湖南通省公议》、《谨遵圣谕辟邪全图》等多種材料，其中《鬼叫该死》曾经印行80万份，流传到全国大部分省份和地区。這些宣传品流傳至外國驻北京、汉口、上海等地的公使馆、领事馆後，引起外國不滿。1891年9月，英国方面照会总理衙门，提出强烈抗议，英国表示中国士大夫中的反外人和反基督教分子正在系统地煽动仇恨。周汉的亲戚汤臣弼也因為散發反基督教材料而被捕下狱，因此周漢写信给湖北巡抚谭继洵求救。同年10月，周汉的《鬼叫该死》一书以及給谭继洵的求救信被英国伦敦布道场牧师杨格非截獲。杨格非因此要求英国驻汉口领事嘉托玛向湖广总督张之洞提出抗议。张之洞將英國方面的要求向总理衙门通報後，总理衙门下令南北洋通商大臣及各将军督抚抓捕周汉，并下令查封曾郁文、陈聚德和邓茂华三家书坊，查禁销毁反基督教宣传品。1892年1月，张之洞向總理衙門表示，由於周汉德高望重，抓捕有所不便。最終清朝在考慮民間以及外國壓力下，革去周汉的道员职衔，将为周汉代刻书画的三家书坊永远封闭，尚在人世的邓茂华、陈聚德二人各打八十大板，枷号狱中，並派出大批人员分头收缴周汉出版的反基督教的各种书画以及印刷刻版。所收回的各项材料全部销毁。但周汉繼續在家中印刷发行反基督教宣传品。1892年8月，由於有傳言许多外国传教士要来湖南傳教，周汉撰写《湖南通省公议》，印刷出來後到街上张贴，他的家属朋友担心再次得罪官府和外國人，於是悄悄尾随其后，將周汉方才贴上去的宣傳材料撕毀下来。
1897年冬，德国佔領胶州湾，引起列強瓜分中國，周漢此時寫下《齐心协力》，鼓動大家「悉将耶苏妖巢、妖书、妖器焚烧」、「严防妖灰再燃，妖根再发」。1898年，英国驻汉口领事再次向清政府提出抗议。湖南巡抚陈宝箴下令宁乡知县朱国华缉拿周汉。2月28日清晨，周汉被押解至寧鄉县城，後又押解至長沙司禁湾候审所。之後湘抚陈宝箴又将周汉转入三府坪抚司狱，由长沙、善化两县县令审讯。周漢拒絕認罪。官府最終以「疯癫成性，煽惑人心」為由將其长期监禁。由於當地民眾提出抗议，陈宝箴同意释放周汉，不過周汉以「没有廷诏，誓死不出」為由拒絕出獄。周汉一度绝食抗议，后在官长的干預和劝导下，他仅以少量瓜果蔬菜为食度日。1907年，长沙巡警道上书湖南巡撫岑春蓂，请求释放周汉，岑春蓂同意，但周汉依舊以不是「廷诏」為由，再次拒绝出狱。1910年，周汉家人见他病危，强行将他從監獄抬回家中。此後周汉繼續拄着拐棍上街张贴自己的反基督教揭贴。1911年6月，周汉在家中逝世。湖南大部分府厅州县向其家人送上挽联。